# Haldum
Haldum er en landsby i Østjylland med 91 indbyggere (2019). Haldum er beliggende umiddelbart nordvest for Hinnerup, som landsbyen næsten er vokset sammen med. Landsbyen ligger i Favrskov Kommune og Region Midtjylland.
I landsbyens findes også Haldum Kirke med det tilhørende Haldum Sogn, som er sogn og sognekirke for en stor del af Hinnerup by.

## Navn
Landsbyens navn er sammensat af Hald, der betyder hældende flade (terræn) 
og -um, der er en gammel dativ-endelse eller evt. en forkortelse af hjem. Navnet henviser altså til en bebyggelse på bakkeskråning.[kilde mangler]